# غوستافو (لاعب كرة قدم برازيلي)
غوستافو هو لاعب كرة قدم برازيلي، ولد في 11 يناير 1997.